# Chris Columbus
Christopher Joseph Columbus (Spangler (Pennsylvania), 10 september 1958) is een Amerikaans filmproducent, -regisseur en scenarioschrijver.

## Levensloop
Columbus doorliep de Warren JFK High School in Warren, Ohio, waarna hij begon als scenarioschrijver bij Steven Spielbergs Amblin Productions. Hiervoor schreef hij Gremlins (1984), The Goonies (1985) en Young Sherlock Holmes (1985). Hij bedacht en schreef de eerste aflevering van de animatieserie Galaxy High (1986-1987). Zijn debuut als regisseur maakte hij met de tienerkomedie Adventures in Babysitting (1987). Enorm succes behaalde hij met de eerste Home Alone film uit 1990 met Macaulay Culkin in de hoofdrol.
Zijn latere regisseerwerk omvat onder andere Mrs. Doubtfire (1993), Bicentennial Man (1999), de eerste twee Harry Potter films en Rent (2005), een remake van de populaire Broadway musical.

## Trivia
- Chris Columbus' productiemaatschappij heet 1492 Productions, dat verwijst naar de ontdekking van Amerika in dat jaar door naamgenoot Christoffel Columbus.

## Werk

### Als producent
- 1995 - Nine Months
- 1996 - Jingle All the Way
- 1998 - Stepmom
- 1999 - Bicentennial Man
- 2001 - Monkeybone (uitvoerend producent)
- 2001 - Harry Potter en de Steen der Wijzen (uitvoerend producent)
- 2002 - Harry Potter en de Geheime Kamer (uitvoerend producent)
- 2004 - Harry Potter en de Gevangene van Azkaban
- 2004 - Christmas with the Kranks
- 2005 - Fantastic Four (uitvoerend producent)
- 2005 - Rent
- 2006 - Night at the Museum
- 2007 - Fantastic Four: Rise of the Silver Surfer
- 2009 - Night at the Museum: Battle of the Smithsonian
- 2009 - I Love You, Beth Cooper
- 2010 - Percy Jackson & the Olympians: The Lightning Thief
- 2011 - The Help
- 2013 - Percy Jackson: Sea of Monsters
- 2014 - Little Accidents (uitvoerend producent)
- 2014 - Night at the Museum: Secret of the Tomb
- 2015 - The Witch (uitvoerend producent)
- 2015 - Mediterranea
- 2015 - Pixels
- 2018 - Christmas Chronicals
- 2020 - Christmas Chronicals 2
- 2024 - Nosferatu

### Als regisseur
- 1987 - Adventures in Babysitting
- 1988 - Heartbreak Hotel
- 1990 - Home Alone
- 1991 - Only the Lonely
- 1992 - Home Alone 2: Lost in New York
- 1993 - Mrs. Doubtfire
- 1995 - Nine Months
- 1998 - Stepmom
- 1999 - Bicentennial Man
- 2001 - Harry Potter en de Steen der Wijzen
- 2002 - Harry Potter en de Geheime Kamer
- 2005 - Rent
- 2009 - I Love You, Beth Cooper
- 2010 - Percy Jackson & the Olympians: The Lightning Thief
- 2015 - Pixels

### Als scenarioschrijver
- 1984 - Reckless
- 1984 - Gremlins
- 1985 - The Goonies
- 1985 - Young Sherlock Holmes
- 1988 - Heartbreak Hotel
- 1989 - Kleine Nemo
- 1991 - Only the Lonely
- 1995 - Nine Months
- 2004 - Christmas with the Kranks